# Flaviviridae
Classe
Ordre
Famille
Genres de rang inférieur
- Hepacivirus
- Orthoflavivirus
- Pegivirus
- Pestivirus

La famille des Flaviviridae (du latin flavus : jaune) est une famille de virus à ARN qui infectent les Mammifères. Elle comprend les genres suivants :
- genre Hepacivirus : virus de l'hépatite C
- genre Orthoflavivirus : virus de la fièvre jaune, virus du Nil occidental, virus de la dengue et virus Zika
- genre Pegivirus (en) : virus de l'hépatite G
- genre Pestivirus (en) : virus de la diarrhée virale bovine (BVD), virus de la peste porcine

Les Flaviviridae possèdent un génome à ARN linéaire non segmenté simple brin à polarité positive, de longueur comprise entre 9,6 et 12,3 kilobases. L'extrémité 5' du génome des Flavivirus porte une coiffe nucléotide méthylée, tandis que les autres membres de cette famille n'ont pas de coiffe et codent un site d'entrée  de ribosome interne. Les particules virales possèdent une enveloppe sphérique, de diamètre compris entre 40 et 60 nanomètres.

## Référence biologique
- (en) ICTV : Flasuviricetes  (consulté le 5 février 2021)
- (en) ICTV : Amarillovirales  (consulté le 5 février 2021)
- (en) ICTV : Flaviviridae  (consulté le 1er février 2021)